# Ладанник
Ла́данник (лат. Cístus) — род многолетних кустарниковых или полукустарниковых растений семейства Ладанниковые (Cistaceae).
Научное название произошло от др.-греч. Κίστος или лат. Kisthos — название рода у Теофраста и Диоскорида. За сходство цветков с цветками шиповника ладанник иногда называют «скальной розой» и «каменным розаном». Русскоязычное название связано с выделяемой некоторыми растениями рода ароматической смолой, из которой получают ладанное масло.

## Ботаническое описание

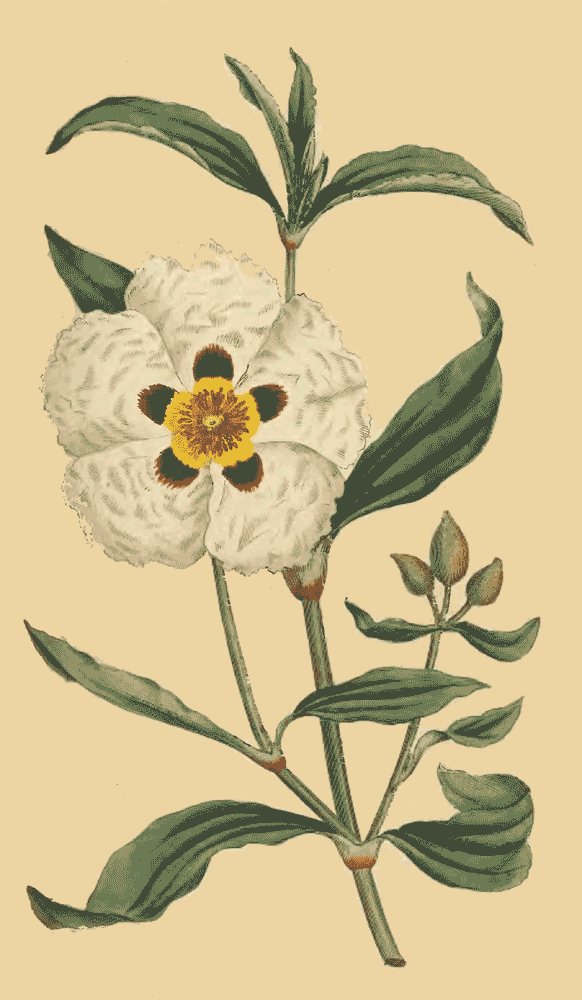
Ладанник ладаноносный, William в журнале «The Botanical Magazine», том 4

Невысокие ветвистые кустарники с войлочным опушением, изредка полукустарники.
Листья супротивные, без прилистников, у некоторых видов иногда клейкие. Листья и молодые побеги ладанника ладаноносного (Cistus ladanifer) и ладанника критского (Cistus creticus subsp. eriocephalus) содержат желёзки, выделяющие ароматическую смолу.
Чашелистиков пять, реже три, все одинаковые или два наружных отличаются от внутренних; лепестков пять, красных, розовых или белых, у основания жёлтых; тычинок много, все плодущие; рыльце большое, головчатое, сидячее или на столбике.
Плод — многосемянная коробочка, из пяти плодолистиков, раскрывающаяся пятью крупными щелями до середины или почти до основания, у ладанника монпельенского (Cistus monspeliensis) коробочка вскрывается только на верхушке пятью назад отогнутыми зубцами.

## Распространение
Встречаются в основном в Средиземноморье, от Канарских островов до Южного Крыма, Западного Закавказья и Ирана. Подавляющее большинство видов произрастают на Пиренейском полуострове и в Марокко.
Ладанник шалфеелистный (Cistus salviifolius) и ладанник крымский (Cistus tauricus J.Presl et C.Presl, 1822) внесены в Красную книгу Краснодарского края.

## Практическое использование
Из растений данного рода путём перегонки получают ладанное масло, имеющее тёмно-зелёный или коричневатый цвет и очень приятный запах. Ладанное масло используется в парфюмерной промышленности, его ценят не только за аромат, а также и за то, что оно является закрепителем всех других запахов, придаёт им стойкость.

## Классификация

### Виды
По информации базы данных The Plant List, род включает 52 вида:
- Cistus × aguilari O.E.Warb.
- Cistus × akamantis Demoly
- Cistus × albereensis Gaut. ex Rouy & Fouc.
- Cistus albidus L. — Ладанник беловатый
- Cistus asper Demoly & R.Mesa
- Cistus × banaresii Demoly
- Cistus × cebennensis Aubin & J.Prudhomme
- Cistus chinamadensis Bañares & P.Romero
- Cistus × clausonii Font Quer & Maire
- Cistus clusii Dunal
- Cistus × conradiae Demoly
- Cistus × corbariensis Pourr.
- Cistus creticus L. — Ладанник критский
- Cistus crispus L. — Ладанник курчавый
- Cistus × cyprius Lam.
- Cistus × dansereaui P.Silva
- Cistus × florentinus Lam.
- Cistus grancanariae Marrero Rodr., R.S.Almeida & C.Ríos
- Cistus heterophyllus Desf.
- Cistus horrens Demoly
- Cistus × incanus L.
- Cistus inflatus Pourr. ex J.-P.Demoly
- Cistus ladanifer L. — Ладанник ладаноносный
- Cistus laurifolius L.
- Cistus × laxus Aiton
- Cistus × ledon Lam.
- Cistus libanotis L.
- Cistus × matritensis Carazo Roman & Jiménez Alb.
- Cistus monspeliensis L. — Ладанник монпельенский
- Cistus munbyi Pomel
- Cistus × nigricans Pourr.
- Cistus × novus Rouy
- Cistus × obtusifolius Sweet
- Cistus osbeckiifolius Webb
- Cistus palhinhae N.D.Ingram
- Cistus palmensis Bañares & Demoly
- Cistus parviflorus Lam.
- Cistus × pauranthus Demoly
- Cistus × philothei Sennen & Mauricio
- Cistus × platysepalus Sweet
- Cistus populifolius L.
- Cistus × pourretii Rouy & Foucaud
- Cistus pouzolzii Delile ex Gren. & Godr.
- Cistus psilosepalus Sweet
- Cistus × purpureus Lam.
- Cistus salviifolius L. — Ладанник шалфеелистный
- Cistus sintenisii Litard.
- Cistus × skanbergii Lojac.
- Cistus × stenophyllus Link
- Cistus symphytifolius Lam.
- Cistus varius Pourr.
- Cistus × verguinii Coste